# Payola
Payola innebär att skivbolag mutar programledare, radio och discjockeys att spela deras musik. Fenomenet uppmärksammades först i USA på 1950-talet, då discjockeys på kommersiella radiostationer kunde få pengar om de spelade till exempel Frank Sinatra eller Elvis Presley.